# 阮雯衷
阮雯衷（1865年—1934年），名又作文衷，浙江镇海县人，晚清至民国时期中国实业家，被称为“粮业大王”、“禽蛋大王”。

## 生平
生于鎮海莊市阮家村，幼年因体弱多病辍学在家休养。在宁波米店做学徒而谋生。1890年赴上海创办元丰粮号，又于宁波、汉口创办分店。清光绪三十一年，即1905年，在汉口创办元丰榨油厂，是汉口机器榨油最早企业之一。1905年，在汉口德国租界创办元丰豆粕制造厂。民国初年开办禽蛋业，于1912年在开封创办元丰蛋厂，成为当时中国最大的禽蛋厂，并在许昌、郑州设分厂。并经营国内外粮食贸易，开办元顺运输公司。与宋炜臣、邵玉轩等都是好友。1934年因积劳成疾逝世于上海。

## 慈善
热衷慈善办学。曾出资出资重修武汉黄鹤楼、吕祖殿等名胜古迹。在许昌投资开办现代化医院。在镇海开办时中小学。并重修阮氏宗祠，2023年9月1日公布为宁波市文物保护单位。